# جيمس دبليو. باترسون
جيمس دبليو. باترسون (بالإنجليزية: James W. Patterson)‏ هو سياسي أمريكي، ولد في 2 يوليو 1823 في هنيكر في الولايات المتحدة، وتوفي في 4 مايو 1893 في هانوفر في الولايات المتحدة. حزبياً، نشط في الحزب الجمهوري. وقد انتخب عضو مجلس النواب الأمريكي وانتخب عضو مجلس الشيوخ الأمريكي.